# Putzleinsdorf
Putzleinsdorf – gmina targowa w Austrii, w kraju związkowym Górna Austria, w powiecie Rohrbach. Liczy 1538 mieszkańców (1 stycznia 2015).